# Benin i olympiska sommarspelen 2016
Benin deltog med sex deltagare vid de olympiska sommarspelen 2016 i Rio de Janeiro. Ingen av landets deltagare erövrade någon medalj.

## Friidrott
Key
- Notera– Placeringar avser endast det specifika heatet.
- Q = Tog sig vidare till nästa omgång
- q = Tog sig vidare till nästa omgång som den snabbaste förloraren eller, i fältgrenarna, genom placering utan att nå kvalgränsen
- NR = Nationellt rekord
- N/A = Omgången fanns inte i grenen
- Bye = Idrottaren behövde inte tävla i omgången

Bana och väg
| Idrottare     | Gren                | Heat     | Heat      | Semifinal        | Semifinal        | Final            | Final            |
| Idrottare     | Gren                | Resultat | Placering | Resultat         | Placering        | Resultat         | Placering        |
| ------------- | ------------------- | -------- | --------- | ---------------- | ---------------- | ---------------- | ---------------- |
| Didier Kiki   | Herrarnas 200 meter | 22,27    | 7         | Gick inte vidare | Gick inte vidare | Gick inte vidare | Gick inte vidare |
| Noélie Yarigo | Herrarnas 800 meter | 1:59,12  | 4 q       | 1:59,78          | 5                | Gick inte vidare | Gick inte vidare |

## Fäktning
| Idrottare   | Gren            | Omgång 2             | Omgång 2          | Kvartsfinal       | Semifinal         | Final / BM        | Final / BM       |
| Idrottare   | Gren            | Motståndare Poäng    | Motståndare Poäng | Motståndare Poäng | Motståndare Poäng | Motståndare Poäng | Placering        |
| ----------- | --------------- | -------------------- | ----------------- | ----------------- | ----------------- | ----------------- | ---------------- |
| Yémi Apithy | Herrarnas sabel | Hartung (GER) L 9–15 | Gick inte vidare  | Gick inte vidare  | Gick inte vidare  | Gick inte vidare  | Gick inte vidare |

## Judo
| Idrottare          | Gren                       | Omgång 1             | Omgång 2             | Omgång 3              | Kvartsfinaler        | Semifinaler          | Återkval             | Final / BM           | Final / BM       |
| Idrottare          | Gren                       | Motståndare Resultat | Motståndare Resultat | Motståndare Resultat  | Motståndare Resultat | Motståndare Resultat | Motståndare Resultat | Motståndare Resultat | Placering        |
| ------------------ | -------------------------- | -------------------- | -------------------- | --------------------- | -------------------- | -------------------- | -------------------- | -------------------- | ---------------- |
| Celtus Dossou Yovo | Herrarnas mellanvikt −90kg | Bye                  | Dias (POR) W 100–001 | Nyman (SWE) L 000–100 | Gick inte vidare     | Gick inte vidare     | Gick inte vidare     | Gick inte vidare     | Gick inte vidare |

## Simning
| Idrottare      | Gren                  | Heat  | Heat      | Semifinal        | Semifinal        | Final            | Final            |
| Idrottare      | Gren                  | Tid   | Placering | Tid              | Placering        | Tid              | Placering        |
| -------------- | --------------------- | ----- | --------- | ---------------- | ---------------- | ---------------- | ---------------- |
| Jules Bessan   | Herrarnas 50 m frisim | 27,32 | 77        | Gick inte vidare | Gick inte vidare | Gick inte vidare | Gick inte vidare |
| Laraïba Seibou | Damernas 50 m frisim  | 33,01 | 77        | Gick inte vidare | Gick inte vidare | Gick inte vidare | Gick inte vidare |